# William H. Rupertus

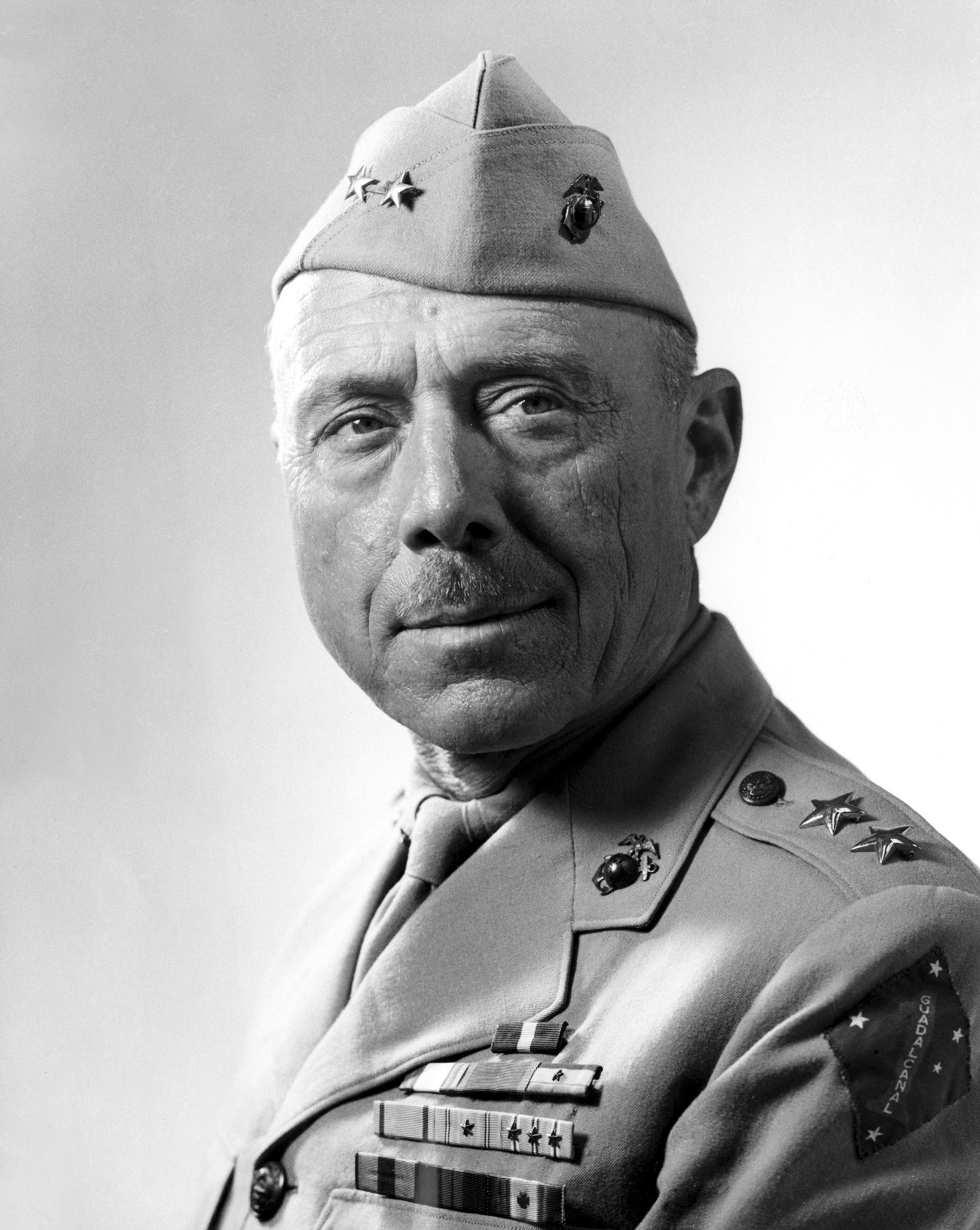
Major General William H. Rupertus

William Henry Rupertus (* 14. November 1889 in Washington, D.C.; † 25. März 1945 in Quantico, Virginia) war ein Major General des US Marine Corps. Berühmt wurde er als Autor der sogenannten Rifleman’s Creed (dt.: Glaubensbekenntnis eines Schützen).

## Militärische Laufbahn

### Frühe Jahre
1907 trat Rupertus mit Abschluss der High School in die Nationalgarde des District of Columbia ein. Drei Jahre später besuchte er als Kadett die United States Revenue Cutter Service School in New London, Connecticut, die heutige Akademie der United States Coast Guard. Nach dem Abschluss an dieser Akademie diente er als Kapitän eines Kutters beim United States Revenue Cutter Service, einer Vorgängerorganisation der US Coast Guard. Aufgrund seiner guten Treffsicherheit bei diversen Schießausbildungen wurde das US Marine Corps auf ihn aufmerksam und stellte ihn am 14. November 1913 im Rang eines Second Lieutenant ein. Anschließend besuchte er die Officer Candidate School, die er 1915 als Bester seiner Klasse abschloss.

### Erster Weltkrieg und Zwischenkriegszeit
Während des Ersten Weltkrieges war Rupertus Chef der US-Marine-Sicherheitswache an Bord der USS Florida, die in der 6th Battle Squadron der britischen Grand Fleet fuhr. Im Oktober 1917 erfolgte die Beförderung zum Captain. Danach übernahm er in Quantico, Virginia, eine speziell für Überseeeinsätze ausgebildete Truppe. Im Zuge der US-amerikanischen Okkupation von Haiti ab 1915, ging Rupertus im Juni 1919 mit der 1st Provisional Brigade in die Hauptstadt Port-au-Prince. Dort war er Inspekteur der Militärpolizei und der Gendarmerie d’Haïti, später sogar Polizeipräsident der Hauptstadt.
Nach seiner Rückkehr in die Vereinigten Staaten verbrachte er die Jahre 1924 und 1925 an der Field Officers School und am Command and General Staff College in Fort Leavenworth, Kansas. Dabei war er einer von nur drei Marines, die diesen Jahrgang besuchen durften.
Die folgenden Jahre lehrte er als Inspekteur für Übungspraxis in der Operations- und Ausbildungsabteilung im Hauptquartier des United States Marine Corps, bis er 1929 nach China versetzt wurde. Die seit der Boxer-Rebellion von 1900 dort stationierte American Legation Guard, hatte im damals noch ruhigen Peking nicht viel zu tun, was Major Rupertus erlaubte, in seiner Freizeit die Söhne seiner Kollegen zu drillen, die die Junior Legation Guard gründeten. Während dieser Zeit in Peking starben seine erste Frau Marguerite Gorman und seine zwei Kinder Ann Rodney und William Henry an einer Scharlach-Epidemie im Frühjahr 1930. Rupertus kehrte nach Amerika zurück, wo er zahlreiche Posten innehatte, bevor er im Juli 1937 im Rang eines Lieutenant Colonel mit dem Kommando über das 4. US-Marineregiment, den sogenannten China Marines, der 1. US-Marinedivision in Shanghai betraut wurde. Dort wurde er Zeuge der brutalen Methoden, mit der die japanische Armee das chinesische Militär, sowie die Zivilbevölkerung bekämpfte. Dies und die von Japan versuchte Einnahme des internationalen Viertels von Shanghai, kosteten Rupertus viel Geduld und Bodenständigkeit, um nicht in diesen neuerlich eskalierenden Krieg zwischen Japan und China einzugreifen.
Nach der Rückkehr aus Asien kommandierte er bis zum Ausbruch des Pazifikkrieges, die Marine Barracks in Washington, D.C., sowie die United States Marine Corps Stützpunkte in Guantanamo-Bucht, Kuba, und San Diego, Kalifornien.

### Zweiter Weltkrieg
Nach dem Kriegseintritt der USA wurde Brigadier General Rupertus stellvertretender Kommandeur der 1. US-Marineinfanteriedivision unter General Alexander A. Vandegrift, die sich in New River, North Carolina, auf ihren ersten Kampfeinsatz vorbereitete. Während dieser Zeit soll er das Rifleman’s Creed verfasst haben, sodass seine Soldaten das Vertrauen in ihre Bewaffnung behielten.

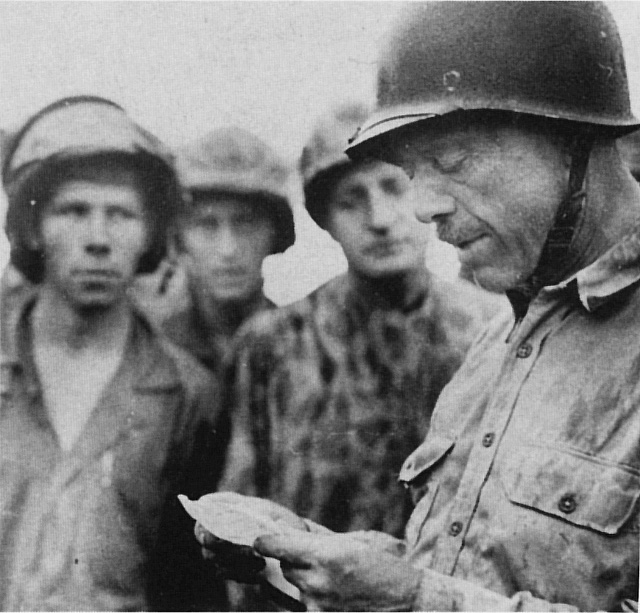
Major General William Rupertus verliest Glückwunschtelegramme nach der erfolgreichen Eroberung eines feindlichen Flugfeldes.

Als seine Einheit am 7. August 1942 die alliierte Offensive mit der Landung auf der Salomonen-Insel Guadalcanal eröffnete, war Rupertus verantwortlich für die erfolgreiche Eroberung der umliegenden Inseln Tulagi, Gavutu und Tanambogo. Während einer Zeremonie auf Guadalcanal, überreichte ihm Admiral Nimitz das Navy Cross aufgrund seiner bisherigen Verdienste. Nachdem Vandegrift 1943 das Kommando über das neu formierte First Marine Amphibious Corps übernommen hatte, folgte ihm Rupertus als Divisionskommandeur nach. Im weiteren Verlauf des Krieges nahm er mit der 1. US-Marinedivision an zahlreichen Schlachten im Rahmen der Operation Cartwheel teil. Aufgrund seiner hervorragenden Führungsarbeit im Rahmen der Cape Gloucester-Operationen, bekam er von General MacArthur die Distinguished Service Medal der US Army verliehen. Seinen letzten Kampfeinsatz im Pazifikkrieg bestritt er auf der Palau-Insel Peleliu.
Nach dieser, über einen Monat andauernden Kampagne, kehrte Major General William Rupertus im November 1944 in die Vereinigten Staaten zurück und übernahm das Kommando über die Basic School in Quantico, Virginia. Seine dortige Tätigkeit sollte nur von kurzer Dauer sein. Er starb am 25. März 1945 nach einem Herzinfarkt.
Seine Auszeichnungen umfassen u. a. das Navy Cross, die Navy Distinguished Service Medal mit zweifachem Eichenlaub, eine Presidential Unit Citation mit einem Blauen Stern, die Victory Medal, die China Service Medal, sowie die World War II Victory Medal.

## Trivia
- William Henry Rupertus Leichnam wurde in Grab Nummer 8437 (Sektion 6) auf dem Nationalfriedhof Arlington beigesetzt.
- Im selben Grab fanden auch seine am 25. Februar 1930 verstorbenen Frau Marguerite Gorman und seine Kinder Ann Rodney und William Henry ihre letzte Ruhe.
- Ihm zu Ehren wurde ein Zerstörer der Gearing-Klasse benannt. Die USS Rupertus lief am 21. September 1945 bei Bethlehem Steel Company in Quincy, Massachusetts, vom Stapel und wurde am 8. März 1946 in Dienst gestellt. Sie blieb bis zum 10. Juli 1973 im Dienst der US Navy und erhielt sieben Kampfauszeichnungen.